# ۱ آبان
۱ آبان دویست و هفدمین روز سال در گاه‌شماری خورشیدی است. به پایان سال ۱۴۸ روز (۱۴۹ روز در سال کبیسه) باقی‌است.

## مناسبت‌ها
- روز کارشناس رسمی دادگستری
- روز آمار و برنامه‌ریزی[۱]
- روز ملی بزرگداشت ابوالفضل بیهقی[۲]
- روز نثر فارسی[۳]

## رویدادها
- ۱۱۰۱ - پایان سقوط اصفهان
- ۱۳۵۸ - روز استقلال کانون کارشناسان رسمی دادگستری
- ۱۳۷۷ - برگزاری انتخابات دوره سوم مجلس خبرگان رهبری
- ۱۴۰۰ - جنجال آیین معارفه زین‌العابدین رضوی خرم به‌عنوان استاندار آذربایجان شرقی

## زادروزها
- ۱۳۳۰ - محمدرضا آل‌ابراهیم، نویسنده و پژوهشگر
- ۱۳۳۷ - علی کردان، سیاستمدار
- ۱۳۴۸ - سیاوش مفیدی، بازیگر
- ۱۳۷۳ - رامین طاهری، کشتی‌گیر فرنگی کار

## درگذشت‌ها
- ۱۲۹۶ - علیقلی‌خان سردار اسعد، از بزرگان مردم بختیاری
- ۱۲۹۹ - فرصت‌الدوله شیرازی، شاعر، نویسنده و موسیقی‌دان
- ۱۳۲۹ - محمدحسین لقمان‌ادهم، پزشک و نخستین رئیس دانشکده پزشکی تهران
- ۱۳۵۶ - سید مصطفی خمینی، پسر سید روح‌الله خمینی
- ۱۳۷۱ - شعبان طاووسی، پدر علم هیپنوتیزم ایران
- ۱۳۸۸ - رزا منتظمی، آشپز و نویسنده
- ۱۳۹۶ - علی سرافراز یزدی، نماینده حوزه انتخابیه مشهد و کلات در دوره هفتم مجلس شورای اسلامی
- ۱۴۰۱ - عموحاجی، مردی که نیم قرن حمام نرفت
- ۱۴۰۱ - مونا نقیب، از کشته‌شدگان خیزش ۱۴۰۱ ایران
- ۱۴۰۲ - حمید سیدمهدوی اقدم، نماینده حوزه انتخابیه تبریز در دوره ششم مجلس شورای اسلامی